# 이와시로정
이와시로정(岩代町)은 후쿠시마현 아다치군에 있던 정이다. 후지산이 보이는 북쪽 끝의 히야마가 있는 마을이다. 2005년 12월 1일에 니혼마쓰시, 아다치정, 도와정 등 4개 시·정이 합병하여 니혼마쓰시가 신설되고 폐지되었다.

## 역사
- 1955년 1월 1일 - 오바마정(※같은 날 오바마정에 오타촌의 일부가 편입되었다.), 니도노촌, 아사히촌 등 3개 정·촌이 합병하여 이와시로정이 신설되었다.
- 2005년 12월 1일 - 이와시로정 및 니혼마쓰시, 아다치정, 도와정 등 4개 시·정이 합병하여 니혼마쓰시가 신설되고 폐지되었다.

마을의 역사와는 무관하지만, 다테마사무네가 어린 시절 거처로 삼았던 오바마성이 있다. 지금은 성터가 되어 그 자리에 소규모 공원이 조성되어 있다. 

## 교통
니혼마쓰시에서 후쿠시마현 태평양 쪽의 하마도로로 빠져나가는 국도 459호 중간에 있다. 마을 동부는 국도 349호가 남북으로 지나며, JR 버스 도호쿠, 후쿠시마 교통의 버스가 운행하고 있다. 